# Uniforme ruimte
In de topologie, een deelgebied van de wiskunde, is een uniforme ruimte een verzameling voorzien van een uniforme structuur (uniformiteit).
Uniforme ruimten veralgemenen bepaalde eigenschappen en begrippen van metrische ruimten die weliswaar geen topologische invarianten zijn, maar die nauw verwant zijn met topologische eigenschappen, bijvoorbeeld Cauchyrijen en volledigheid, uniforme continuïteit en uniforme convergentie.

## Definitie[2]
Zij X een verzameling. Een uniformiteit op X is een filter {\displaystyle {\mathcal {U}}} van deelverzamelingen van de productverzameling {\displaystyle X\times X} met de eigenschappen:
(1) Iedere deelverzameling {\displaystyle U\in {\mathcal {U}}} omvat de diagonaal {\displaystyle \Delta =\{(x,x)\in X\times X|x\in X\}}
(2) Voor iedere deelverzameling {\displaystyle U\in {\mathcal {U}},} opgevat als relatie tussen X en zichzelf, behoort ook de omgekeerde relatie {\displaystyle U^{-1}} tot {\displaystyle {\mathcal {U}}}
(3) Voor iedere deelverzameling {\displaystyle U\in {\mathcal {U}},} opgevat als relatie tussen X en zichzelf, bestaat er een {\displaystyle V\in {\mathcal {U}}} met de eigenschap dat de samengestelde relatie {\displaystyle V^{2}=V\circ V} een deel is van U
Een uniforme ruimte is een geordend tweetal (X, {\displaystyle {\mathcal {U}}}) waar X een verzameling is en {\displaystyle {\mathcal {U}}} een uniformiteit op X.
Uniformiteiten en uniforme ruimten zijn voor het eerst gedefinieerd door André Weil.

## Voorbeelden[1]
Voor een willekeurige verzameling X vormt het singleton {\displaystyle \{X\times X\}} (de zgn. 'indiscrete filter' op {\displaystyle X\times X}) een uniformiteit. Omdat een filter niet leeg mag zijn, is dit de kleinst mogelijke uniformiteit op een verzameling X.
Voor een willekeurige niet-lege verzameling X vormt de verzameling van alle delen van {\displaystyle X\times X} die de diagonaal omvatten (de verzameling van alle reflexieve relaties op X) een uniformiteit. Omdat elk element van een uniformiteit de diagonaal moet omvatten, is dit de grootst mogelijke uniformiteit op een verzameling X.
Op de verzameling {\displaystyle \mathbb {R} } der reële getallen bestaat de gebruikelijke uniformiteit uit de verzamelingen {\displaystyle U\subset \mathbb {R} \times \mathbb {R} } met de eigenschap dat er een positief reëel getal r bestaat zodat {\displaystyle \{(x,y)\in \mathbb {R} \times \mathbb {R} ;|x-y|<r\}\subset U.}

## Voortbrenging, basis en subbasis
Een basis voor een uniformiteit {\displaystyle {\mathcal {U}}} is een filterbasis voor het filter {\displaystyle {\mathcal {U}}}, dat wil zeggen een deelfamilie {\displaystyle {\mathcal {B}}} van {\displaystyle {\mathcal {U}}} zodat elk element van {\displaystyle {\mathcal {U}}} minstens een element van {\displaystyle {\mathcal {B}}} omvat.
Een subbasis voor {\displaystyle {\mathcal {U}}} is een deelfamilie {\displaystyle {\mathcal {S}}} waarvan de eindige doorsneden een basis vormen voor {\displaystyle {\mathcal {U}}}. Men zegt dat de uniformiteit {\displaystyle {\mathcal {U}}} door {\displaystyle {\mathcal {S}}} wordt voortgebracht.